# Water (película de 2004)
Water es una película estadounidense de crimen de 2004, dirigida por Jennifer Houlton, que a su vez la escribió, musicalizada por Dirty Three, en la fotografía estuvo Jose Ortiz y el elenco está compuesto por Johnny Davidson, Googy Gress y Michael Shannon, entre otros. El filme fue realizado por She Pirate Productions y se estrenó el 25 de noviembre de 2004.

## Sinopsis
En una isla de la costa este, aparece en la orilla el cadáver de una mujer, sin ropa y golpeado salvajemente. Jessy Turner, que es su hermana, se dirige a la isla para reconocer el cuerpo, ella va a investigar acerca de lo sucedido.